# Wodginit
A wodginit ritkán előforduló ásványi anyag az oxidok és hidroxidok ásványi osztályába tartozik. Az MnSnTa2O8 kémiai összetételű monoklin kristályrendszerben kristályosodik, ezért mangán-ón-tantál-oxid.
A wodginit lapított, dipiramidális vagy prizmatikus kristályokat fejleszt, amelyek hossza legfeljebb 15 centiméter lehet, és általában sugárirányban elrendezett csoportokba rendeződnek. De előfordul szemcsés vagy masszív (durva) aggregátumok formájában is. Az ásvány általában átlátszatlan és csak vékony rétegekben áttetsző. Színe vörösesbarna, sötétbarna és fekete, vonalszíne barna és világosbarna között változik. A kristályfelületek halvány fémes fényűek.

## Fordítás
Ez a szócikk részben vagy egészben  a   Wodginit című német Wikipédia-szócikk ezen változatának fordításán alapul.  Az eredeti cikk szerkesztőit annak laptörténete sorolja fel. Ez a jelzés csupán a megfogalmazás eredetét és a szerzői jogokat jelzi, nem szolgál a cikkben szereplő információk forrásmegjelöléseként.